# Forever (album Medina)
Forever è il quinto album (e il secondo in lingua inglese) della cantante danese Medina. Pubblicato il 1º giugno 2012 dalla EMI tedesca, include dieci tracce inedite e la traduzione di tre tracce dal precedente album For altid : Forever (For altid), Happening (Kl. 10) e Black Lights (Lyser i mørke). È uscita anche una versione speciale, la Gold Edition, contenente un secondo cd costituito da tutte le tracce dell'album For altid e quattro remix del singolo Forever.

## Tracce
CD1
1. Forever – 3:32 (Medina Valbak, Rasmus Stabell, Jeppe Federspiel, Nazerine Henderson, Engelina Andrina)
2. Butterflies – 3:42 (Valbak, Stabell, Federspiel, Michelle Bell)
3. Scars – 3:39 (Valbak, Alexander James, Stabell, Federspiel)
4. Happening – 4:03 (Valbak, Stabell, Federspiel, Ross Golan)
5. Boring – 4:03 (Valbak, James, Stabell, Federspiel)
6. Hotels – 3:30 (Valbak, Stabell, Federspiel, Bell)
7. Good to You – 4:02 (Valbak, Stabell, Federspiel, Bell, Theis Andersen)
8. Close to Nothing – 3:52 (Valbak, Stabell, Federspiel)
9. Keep Me Hangin' – 3:20 (Tim McEwan, Valbak)
10. Black Lights – 3:45 (Valbak, Stabell, Federspiel, Henderson, Andrina)
11. Waiting for Love – 4:00 (McEwan, Johannes Jørgensen, Lesley Roy)
12. Like You Hurt Me – 3:41 (McEwan, Valbak)
13. Threesome – 3:41 (Valbak, Stabell, Federspiel)

Traccia bonus (iTunes Germania)
1. Forever (Svenstrup & Vendelboe Remix) – 7:05 (Valbak, Stabell, Federspiel, Andrina, Henderson)

CD2 (edizione deluxe)
1. Synd for dig - 3:31
2. For altid - 3:33
3. Vend om - 3:50
4. Kl. 10 - 4:04
5. Lyser i mørke - 3:47
6. 12 dage - 4:21
7. Gode mennesker - 4:01
8. Ejer hele verden - 3:25
9. Har du det ligesom mig (feat. Young) - 4:56
10. Lykkepille - 3:57
11. Forever (Jean Élan Remix) -
12. Forever (DJ Tonka's True House Mix) -
13. Forever (Tagteam Terror Remix) -
14. Forever (Svenstrup & Vendelboe Remix) - 7:05

## Classifiche
| Classifica (2012) | Posizione massima |
| ----------------- | ----------------- |
| Austria           | 39                |
| Danimarca         | 5                 |
| Germania          | 8                 |
| Svizzera          | 13                |

## Date di Pubblicazione
| Paese       | Data             | Formati               | Etichetta   |
| ----------- | ---------------- | --------------------- | ----------- |
| Danimarca   | 1º giugno 2012   | CD, download digitale | :labelmade: |
| Germania    | 1º giugno 2012   | CD, download digitale | EMI         |
| Austria     | 1º giugno 2012   | CD, download digitale | EMI         |
| Svizzera    | 1º giugno 2012   | CD, download digitale | EMI         |
| Stati Uniti | 10 dicembre 2013 | CD, download digitale | :labelmade: |